# 효소 저해제

경쟁적 저해제가 가역적으로 효소에 붙음, 기질이 붙는 것을 방지. 반면 기질이 붙는 것은 저해제가 붙는 것을 막음. 기질과 저해제는 효소를 두고 경쟁함.

저해의 종류. 이 분류는 W.W. Cleland가 소개함.

효소 저해제(酵素沮害劑, 영어: enzyme inhibitor) 또는 효소 억제제(酵素抑制劑)는 효소와 결합하여 효소-기질 복합체의 형성을 저해함으로써 효소의 촉매 작용을 방해하는 물질로, 효소에 결합하는 부위에 따라 여러 종류로 구분된다.

## 가역적 저해제
가역적 저해제(reversible inhibitor)

### 경쟁적 저해
경쟁적 저해(competitive inhibition) 또는 경쟁적 억제에서, 저해제와 기질은 효소를 두고 경쟁을 한다. 기질과 효소는 동시에 결합할 수 없다. 종종 경쟁적 저해제는 효소의 기질과 매우 흡사하다. 예를 들어, 메토트렉세이트(methotrexate)는 디히드로엽산환원효소(dihydrofolate reductase)의 경쟁적 저해제이다. 디히드로엽산환원효소 dihydrofolate를 tetrahydrofolate로 환원시키는 촉매이다. 엽산(folic acid)과 메토트렉이트의 유사점은 글의 오른쪽 맨 아래에 나타나있다. 몇몇 경우들에는, 경쟁자는 결합부위(binding site)말고 다른 곳에 붙을 수 있고, 알로스테릭반응을 하여 결합부위의 모양을 바꾼다. 예를 들어, 스트리키닌(strychnine)은 포유류의 척수와 뇌간의 글리신 수용체에 알로스테릭 저해제로 작용한다. 글리신은 주요한 시냅스 후부의 억제성 신경전달물질이다. 스트리키닌은 다른 곳에 붙어서 글리신 수용체의 글리신 친화도를 낮춘다. 그 결과, 글리신에 의한 저해가 감소되어 경련이 일어나게 된다. 경쟁적 저해에서 반응의 최대속도(Vmax)는 바뀌지 않는다. 높은 기질의 농도가 최대속도에 도달하게 해준다. 그러나 겉보기 속도상수(Km)값은 증가한다. Vmax와 Km은 미하엘리스-멘텐 식(Michaelis–Menten equation)의 값들이다.

### 반경쟁적 저해
반경쟁적 저해(uncompetitive inhibition) 또는 불경쟁적 저해 또는 비경쟁적 저해 또는 무경쟁적 저해에서, 억제제는 효소-기질(ES) 복합체에만 결합한다. 이러한 유형의 억제는 Vmax를 감소시키고 (활성화된 복합체를 제거함으로써 최대 속도가 감소함) Km을 감소시킨다. 이는 르 샤틀리에의 원리(Le Chatelier's principle) 및 ES 복합체의 효과적인 제거로 인한 결합 효율의 개선으로 인해 Km이 감소한다. (더 높은 결합 친화도를 나타낸다).

### 무경쟁적 저해
무경쟁적 저해(non-competitive inhibition) 또는 비경쟁적 저해는 기질과 동시에 결합부위에 결합할 수 있지만, 활성부위가 아닌 알로스테릭 부위에 결합한다. 효소-저해제(EI) 복합체와 효소-저해제-기질(EIS) 복합체들은 효소적으로 불활성화이다. 왜냐하면 무경쟁적 저해제는 경쟁적 저해제와는 달리 높은 농도의 기질에 의해서 유도되지 않기 때문이다. 겉보기 Vmax는 바뀐다. 그러나 기질은 여전히 효소에 붙을 수 있기 때문에 Km은 같게 유지된다.

### 혼합 저해
혼합 저해(mixed inhibition)는 효소-저해제-기질(EIS) 복합체가 효소적으로 활성화가 있다는 것을 제외하고는, 반경쟁적 저해(uncompetitive inhibition)와 유사하다. 이 저해제는 미카엘리스-멘텐 식이 맞지 않는다.
많은 유기체에서, 일반적으로 저해제는 가역적으로서 역할을 하지만 이러한 

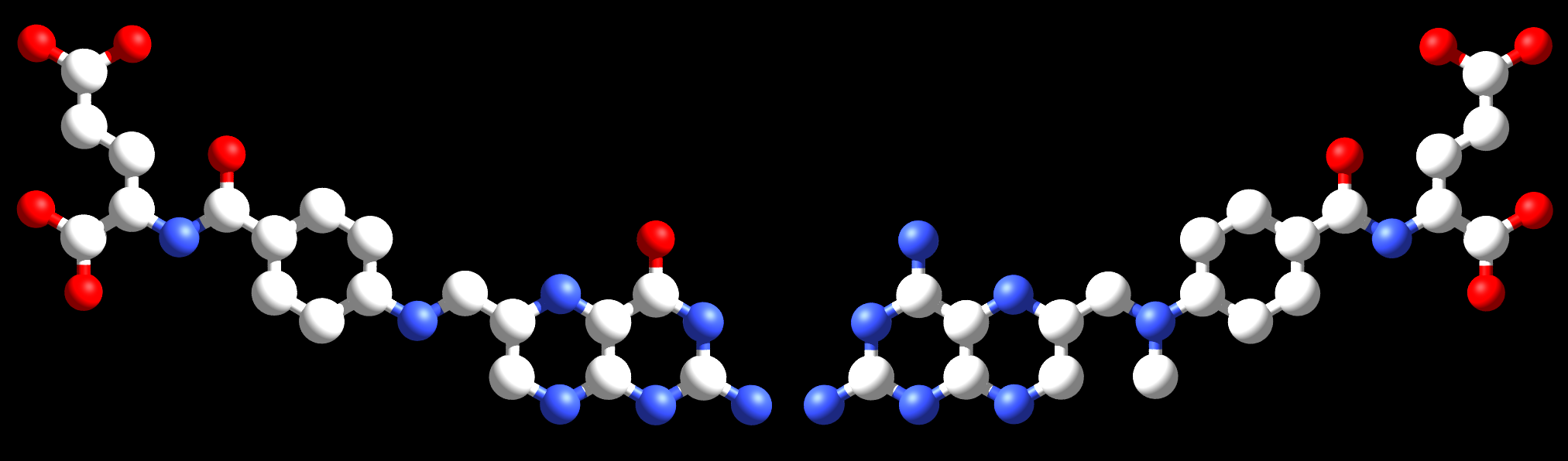
엽산의 공동효소(왼쪽)과 항암약인 메토트렉세이트(오른쪽)는 구조적으로 매우 닮았다. 결과적으로, 메토트렉세이트는 엽산을 사용하는 효소의 경쟁적 저해제로 사용된다.

비가역적 저해제는 효소와 함께 반응하고 단백질과 함께 공유결합을 한다. 불활성화는 비가역적이다. 이 물질은 약에 포함되어있는데, 기생충감염질병인 말라리아에 사용된다. 페니실린또한 이 방식으로 작용한다. 이 약들과 함께, 화합물은 활성부위에 결합하고 효소는 저해제를 하나 혹은 그 이상의 아미노잔기를 비가역적으로 반응시켜서 활성화형태로 바꾼다.

## 비가역적 저해제
비가역적 저해제(irreversible inhibitor)

경쟁적, 반경쟁적, 무경쟁적 억제는 가역적이다. 그러나  혼합적 효소 억제에서 비가역적인 경우를 볼 수 있다.

## 저해제의 사용
저해제가 효소의 기능을 모듈화 하기 때문에, 저해제는 약에 자주 쓰인다. 약에 쓰이는 저해제의 공통된 예로는 페니실린이나 아스피린이 있는데, 아스피린은 염증전달자를 만드는 Cyclooxygenase-1(COX-1)과 Cyclooxygenase-2(COX-2) 효소를 막는다. 그렇게 하여서 통증과 염증을 억제한다. 그러나, 다른 효소저해제들은 독성이 있다. 예를 들어, 독극물인 청산가리(cyanide)는 비가역적인 효소억제제로 시토크롬 c 산화효소(cytochrome c oxidase)의 활성부위의 구리와 철에 붙고 세포호흡을 막는다.

## 식물
식물종에서 박과의 쿠쿠르비타신(cucurbitacin) 또는 가지과의 솔라닌(Solanine)등은 포식자에게서 효소저해제(enzyme inhibitor)등으로 작용할 수 있는 피토케미컬이다. 그러나 이러한 독성의 발현은 식물의 씨앗에 대한 방어기전이기도 하다. 한편 이 피토케미컬이 포식자에게 유익한 생리활성물질로서의 기능도 할 수 있다는 점에서 먹이사슬과 생태계에서의 식물의 유전자 진화의 고도화된 전략을 시사한다고 볼 수 있다.

## 같이 보기
- 효소
- 경쟁적 저해 (competitive inhibition)
- 무경쟁적 저해 (non-competitive inhibition)
- 반경쟁적 저해 (uncompetitive inhibition)
- 라인위버-버크 방정식 (Lineweaver-Burk equation)
- 다른 자리 입체성 조절 (allosteric regulation)
- 미하엘리스-멘텐 속도론 (Michaelis–Menten kinetics)
- 활성 자리 (active site)
- 결합 자리 (binding site)